# Vamos Juan
Vamos Juan es una serie de televisión española producida por 100 balas que se emite en TNT. Esta protagonizada por Javier Cámara y María Pujalte. Se estrenó el 29 de marzo de 2020. Es la segunda temporada y continuación de la serie Vota Juan.

## Reparto

#### Reparto principal
- Javier Cámara - Juan Carrasco
- María Pujalte - Macarena Lombardo
- Adam Jezierski - Víctor Sanz (Episodio 1 - Episodio 5; Episodio 7)
- Esty Quesada - Eva Carrasco (Episodio 1 - Episodio 5; Episodio 7)
- Yaël Belicha - Paula (Episodio 1 - Episodio 3; Episodio 5; Episodio 7)
- Cristóbal Suárez - Ignacio "Nacho" Recalde (Episodio 1; Episodio 4 - Episodio 7)
- Jesús Vidal - Jorge Vicuña (Episodio 3 - Episodio 5; Episodio 7)
- Oti Manzano - Estela (Episodio 4; Episodio 7)

##### Con la colaboración especial de
- Joaquín Climent - Luis Vallejo (Episodio 1 - Episodio 2; Episodio 4 - Episodio 5; Episodio 7)
- José Manuel Cervino - Ernesto Vicuña (Episodio 2 - Episodio 3; Episodio 7)
- Anna Castillo - Montse (Episodio 6)

#### Reparto episódico
- Marta González - Chica instituto (Episodio 1)
- Ignacio Hidalgo - Chico instituto (Episodio 1)
- Koldo Olabarri - Becario periódico (Episodio 1)
- Antonio Gómez - Agente inmobiliario (Episodio 2 - Episodio 3)
- Margarita Asquerino - Tía Isabel (Episodio 2)
- Javier Laorden - Camarero Restaurante (Episodio 2)
- Paco Lahoz - Empresario 1 (Episodio 2)
- Vicente Gil - Empresario 2 (Episodio 2)
- Alfonso Almazán - Empresario 3 (Episodio 2)
- Paula Bueno - Prostituta 1 (Episodio 2)
- Julia Reina - Prostituta 2 (Episodio 2)
- Pedro Ángel Roca - Pascual Anduga (Episodio 3; Episodio 7)
- Rosa Álvarez - Mariluz (Episodio 3; Episodio 7)
- Christian Checa - Álvaro (Episodio 4; Episodio 7)
- Alberto San Juan - Fernández Coll (Episodio 5)
- David Pareja - DJ Boda (Episodio 5)
- Alberto Rodríguez - Perianes (Episodio 5)
- Khaled Kouka - Cliente recepción (Episodio 6)
- Hamid Krim - Burak (Episodio 6)
- Josep Julien - Fernando, padre de Montse (Episodio 6)
- Moussa Echarif - Camarero (Episodio 6)
- Ángel Burgos - Sacerdote (Episodio 7)
- Eduardo Antuña - Soriano (Episodio 7)
- Alicia Rodríguez - Mujer de Soriano (Episodio 7)
- Elena Alférez - Enfermera (Episodio 7)

## Capítulos
| N.º | Título          | Dirigido por       | Escrito por                                        | Fecha de emisión original |
| --- | --------------- | ------------------ | -------------------------------------------------- | ------------------------- |
| 1   | «Comeback»      | Borja Cobeaga      | Diego San José                                     | 29 de marzo de 2020       |
| 2   | «El IBEX»       | Borja Cobeaga      | Diego San José                                     | 29 de marzo de 2020       |
| 3   | «El Opus»       | Borja Cobeaga      | Diego San José                                     | 29 de marzo de 2020       |
| 4   | «Estela»        | Víctor García León | Diego San José, Víctor García León y Daniel Castro | 29 de marzo de 2020       |
| 5   | «El astronauta» | Víctor García León | Diego San José y Víctor García León                | 29 de marzo de 2020       |
| 6   | «Estambul»      | Javier Cámara      | Diego San José y Pablo Remón                       | 29 de marzo de 2020       |
| 7   | «El funeral»    | Víctor García León | Diego San José, Víctor García León y Daniel Castro | 29 de marzo de 2020       |